# Aeromonas hydrophila
Aeromonas hydrophila es una eubacteria heterótrofa Gram negativa, que vive principalmente en zonas con un clima cálido. Esta bacteria también puede vivir en aguas dulces, saladas, estuarianas, cloradas y no clorinadas. A. hydrophila también puede sobrevivir en medios aerobios y anaerobios. Es capaz de digerir materiales, como por ejemplo la gelatina o la hemoglobina. A. hydrophila fue aislada de humanos y animales en la década de los 1950. Es la más conocida de las seis especies del género Aeromonas. Es muy resistente a medicamentos, cloro, y bajas temperaturas.

## Estructura
Aeromonas hydrophila es un bacilo Gram negativo de bordes redondeados, que suele medir entre 0,3 y 1 micrómetros de ancho y entre 1 y 3 micrómetros de largo. No forma endosporas y puede prosperar en aguas tan frías como 4 °C. Estas bacterias presentan desplazamiento por medio de flagelos polares.

## Patología
Debido a su estructura, Aeromonas hydrophila es muy tóxica para numerosos organismos. Cuando entra en el organismo huésped, viaja por la sangre hasta el primer órgano que encuentra. Produce la enterotoxina tóxica aerolisina (ACT), una toxina que puede provocar daños tisulares. A. hydrophila, A. caviae y A. sobria son conocidas como patógenos oportunistas, es decir, sólo infectan huéspedes con una respuesta inmunitaria debilitada. A pesar de que A. hydrophila está considerada una bacteria patógena, los científicos no han sido capaces de demostrar que es la causa real de algunas de las enfermedades con que está asociada. Se cree que contribuye a la infección de estas enfermedades, pero que no las causa ella misma.
También se ha sospechado la relación de A. hydrophila con el declive en las poblaciones de anfibios, como Rana muscosa y Bufo boreas.